# Tony Brise
Anthony William Brise, detto Tony (Erith, 28 marzo 1952 – Arkley, 29 novembre 1975), è stato un pilota di Formula 1 britannico.
I buoni risultati nella Formula 3 e nella Formula Atlantic spinsero Frank Williams a ingaggiarlo per il Gran Premio di Spagna 1975. Terminerà settimo e otterrà l'interessamento di Graham Hill che nella stagione aveva debuttato come costruttore.
Brise correrà nove gare con la Hill, conquistando un punto in Svezia e due settimi posti. Partirà sesto nel Gran Premio d'Italia, dove però sarà costretto al ritiro.
La sua carriera, e la sua vita, si interromperanno drammaticamente nell'incidente aereo in cui perirà anche Graham Hill.

## Risultati completi in Formula 1
| 1975 | Scuderia      | Vettura |  |  |  |   |  |     |   |   |   |    |     |    |     |     |  | Punti | Pos. |
| ---- | ------------- | ------- |  |  |  | - |  | --- | - | - | - | -- | --- | -- | --- | --- |  | ----- | ---- |
| 1975 | Williams Hill | FW GH1  |  |  |  | 7 |  | Rit | 6 | 7 | 7 | 15 | Rit | 15 | Rit | Rit |  | 1     | 19º  |

| Legenda | 1º posto     | 2º posto | 3º posto    | A punti         | Senza punti/Non class.  | Grassetto – Pole position Corsivo – Giro più veloce |
| Legenda | Squalificato | Ritirato | Non partito | Non qualificato | Solo prove/Terzo pilota | Grassetto – Pole position Corsivo – Giro più veloce |